# Col de Portet d'Aspet

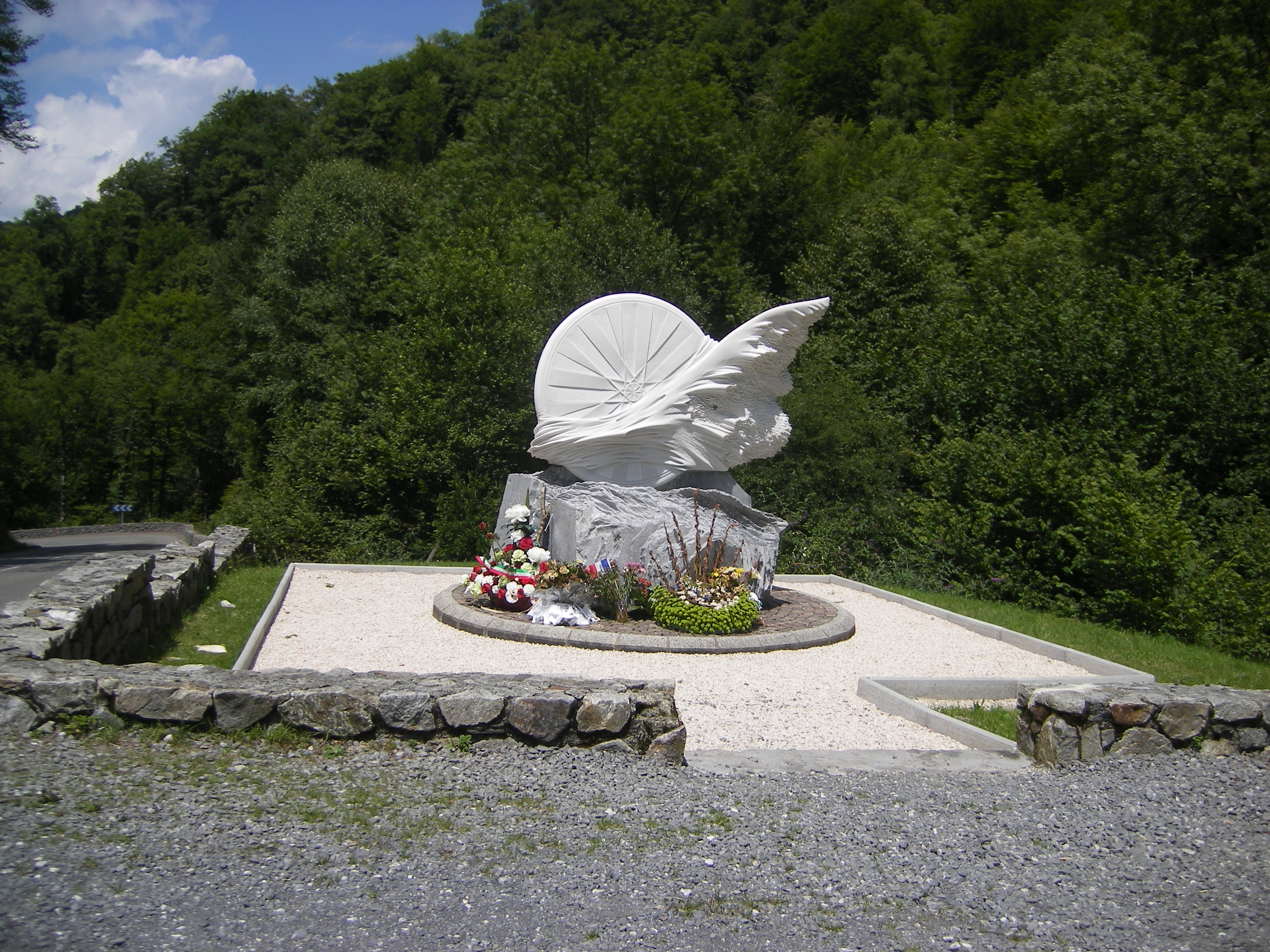
Monumentet över Fabio Casartelli.

Col de Portet d'Aspet är ett bergspass i Pyrenéerna, i Haute-Garonne, Frankrike, på vägen (fransk vägbeteckning D618) mellan Aspet och Saint-Girons. Bergspasset är ofta med i en av bergsetapperna i Tour de France, första gången 1910. Sedan 1947 har bergspasset varit med 27 gånger, senast 2007.
Vägen uppför berget från Audressein (Ariège) som startpunkt, är 18,14 km. Den brantaste delen av stigningen är 5,9 km lång och har medelstigning på 6,8 %, med max stigning på 10.6 % alldeles före toppen. 
Från andra hållet med Aspet (Haute-Garonne) som startpunkt är vägen till toppen 14,13 km. Den brantaste delen är 4,4 km lång med max stigning 12,6 %.  
Under den 15:e etappen av Tour de France den 15 juli 1995, kraschade några cyklister efter nedfarten efter Col de Portet d'Aspet. En av dem, italienaren Fabio Casartelli, som då tävlade för Motorola-stallet, dog senare till följd av de skador han ådragit sig i fallet. Idag finns en minnessten rest vid platsen för kraschen.